# عمر خالص دمير
عمر خالص دمير (20 فبراير 1974 - 16 يوليو 2016) هو ضابط صف تركي، قتل في الخدمة في ليلة محاولة الانقلاب في تركيا 2016، مباشرة بعد أن أطلق النار على الجنرال المؤيد للانقلاب سميح ترزي وحال دون سيطرة قوات المتمردين على مقر قيادة القوات الخاصة في أنقرة. ما فعله يعد سببًا رئيسيًا لفشل محاولة الانقلاب وبذلك أصبح رمزاً وطنياً على مستوى تركيا.

## السنوات المبكرة
ولد عمر حسن حسين خالص دمير في 4 مارس 1974 في قرية شكر كويو القريبة من بلدة بُر في محافظة نيدا في مرتفعات وسط الأناضول الجنوبي بتركيا، لعائلة مسلمة سنية مكونة من تسعة أفراد، كان أحد أبنائها السبعة.
ترعرع في قريته، ودرس في مدارسها، وتزوج من خديجة خالص دمير، ورزق منها بطفلين، هما أليف نور ودوغان أرطغرل.
التحق بالقوات التركية عام 1996، برتبة جندي، وحمل رتبة رقيب أول في القوات الخاصة التركية.

## تجربة الانقلاب 2016
في ليلة المحاولة الانقلابية ضد الرئيس التركي رجب طيب أردوغان، جاءت وحدة من القوات يقودها العميد سميح ترزي إلى مقر القوات الخاصة في منطقة غولباشي بأنقرة، وحالما وصلت طلبت من ضابط الصف عمر خالص تسليم المقر لها بصفته سكرتير قائد القوات الخاصة.
ومع أن خالص دمير خدم مع العميد سميح ترزي في صفوف القوات التركية بأفغانستان، لكن ذلك لم يمنعه من رفض طلبه بتسلم المقر، وأخبره بأنه لم يتلق أي تعليمات بذلك من قيادته، فرد عليه الترزي بأن الانقلابيين سيطروا على تركيا، وأن عليه أن يستجيب للطلب، فبادر خالص دمير إلى الاتصال بقائده الذي طلب منه أن لا يسلم المقر، وكلفه بالدفاع عنه.
عند تلقيه الأمر بالدفاع عن المقر، صوب خالص دمير سلاحه إلى رأس العميد قائد الوحدة الانقلابية وعاجله برصاصة أردته قتيلا على الفور، لكن الجنود المرافقين للعميد أطلقوا النار عليه، مما أدى إلى مقتله أيضا.
أضحى دمير رمزا وطنيا، وكانت صوره مرفوعة خلال أيام فعاليات «صون الديمقراطية» التي عاشتها تركيا منذ المحاولة الانقلاب الفاشلة في 15 يوليو/تموز 2016.
كما أن اسم «الشهيد» عمر خالص دمير تردد في خطب السياسيين الأتراك، وتحول إلى أيقونة من أيقونات الجمهورية التركية الحديثة.

## الوفاة
توفي دمير ليلة المحاولة الانقلابية، وبعد استباب الأمن نقل جثمان عمر خالص دمير في 17 يوليو/تموز 2016 إلى مسقط رأسه في قرية شكر كويو، حيث شيع من أمام مبنى البلدية بمشاركة أكثر من خمسة آلاف مشيع.
ولُف جثمانه عقب الصلاة عليه بالعلم التركي وحمل على أكتاف الجنود في جنازة عسكرية بروتوكولية كبيرة قبل مواراته الثرى في مقبرة قريته.

## تكريمه
يذكر عمر خالص دمير، ضمن الرموز الرئيسيين للتصدي لانقلاب 15 يوليو/ تموز 2016، ومع حلول كل ذكرى، يتدفق الأتراك لزيارة قبره في بلدة «تشوكور كويو»، ويقرؤون آيات من القرآن الكريم على روحه، وينثرون الورود على مرقده. وقد زار قبره العديد من السياسيين أبرزهم رئيس الجمهورية أردوغان ويذكر في خطبهم.
أطلق اسم دمير على عدة مؤسسات، منها جامعة نييده، ومدرسة ثانوية في منطقة اتيمسغوت بأنقرة، ومدرسة إعدادية في مقاطعة يونس إمره في مانيسا، ومدرسة ابتدائية في كهرمان مرعش، وكذلك إحدى مدارس الأناضول للأئمة والخطباء في إزمير، ومدرسة أئمة وخطباء في يني محلة بأنقرة، وأخرى محلها في جكمه كوي في إسطنبول.
.